# Elaphropus sectator
Elaphropus sectator är en skalbaggsart som beskrevs av Thomas Casey. Elaphropus sectator ingår i släktet Elaphropus och familjen jordlöpare. Inga underarter finns listade i Catalogue of Life.